# NMBS/SNCB-Reihe 21
Die Reihe 21 ist eine Baureihe von elektrischen Lokomotiven, die seit 1984 durch die NMBS/SNCB eingesetzt und sowohl zur Bespannung von Personen- und von Güterzügen genutzt wird. Größtes Einsatzgebiet sind Intercity- und InterRegio-Züge im ganzen Land.
Die Fahrzeuge sind fast identisch mit der Reihe 27, haben allerdings etwa 25 Prozent weniger Leistung. Die Reihe 11 und die Reihe 12 (seit 2012 außer Dienst) sind eine Variante dieser Baureihe und mehrsystemfähig sowie mit den nötigen Zugbeeinflussungssystemen für die Niederlande bzw. Frankreich ausgerüstet.
Insgesamt wurden 60 Maschinen mit den Betriebsnummern von 2101 bis 2160 gebaut, von denen noch alle im Einsatz stehen. Die Fahrzeuge dieser Baureihe sind mit den Zugbeeinflussungssystemen Memor und TBL1+ ausgerüstet, außerdem verfügen sie über eine mit dem Steuerwagen M4 kompatible Wendezugsteuerung.
Im Mai 2018 wurden 9 Maschinen dieses Typs nach Polen überführt.

## Besonderes
- Die Loks 2131 bis 2160 haben eine Regenrinne über den Frontscheiben, im Gegensatz zu den Fahrzeugen 2101 bis 2130.[2]
- Nummer 2130 wurde 1993 zur Versuchslokomotive Nr. 1901 umgebaut.